# Jay Abney
Jay Oliver Abney Anaheim, Kalifornia, 1931. augusztus 26. – Sutter, Kalifornia, 1958. június 10.) amerikai autó- és motorversenyző.
Egy időben Arizonában élt, ahol 1949-ben motorversenyzőként az állam bajnoka lett. Ezután váltott autókra, és Kaliforniában versenyzett. 1950-ben jalopi versenyautókkal versenyzett, majd stock car autókkal. 1952-től a California Racing Association (CRA) bajnokságban versenyzett, a legjobb eredménye az volt, amikor 1955-ben a 14. lett. 1953-ban roadster gépekkel indult.
1956-ban a kaliforniai McDonald's csapatban nevezett az Indy 500as futamra, de a selejtezőkön kiesett.
Mostohaapja fuvarozási cégénél dolgozott mint teherautósofőr, és 1958 nyarán egy kamionbalesetben hunyt el.